# بيت المزهري (ذي السفال)

تعديل مصدري - تعديل

بيت المزهري محلة تابعة لقرية ذي سوادة، التابعة لعزلة ريده ورياد بمديرية ذي السفال إحدى مديريات محافظة إب في الجمهورية اليمنية، بلغ تعداد سكانها 63 حسب تعداد اليمن لعام 2004.